# Nhập cư vào Hoa Kỳ

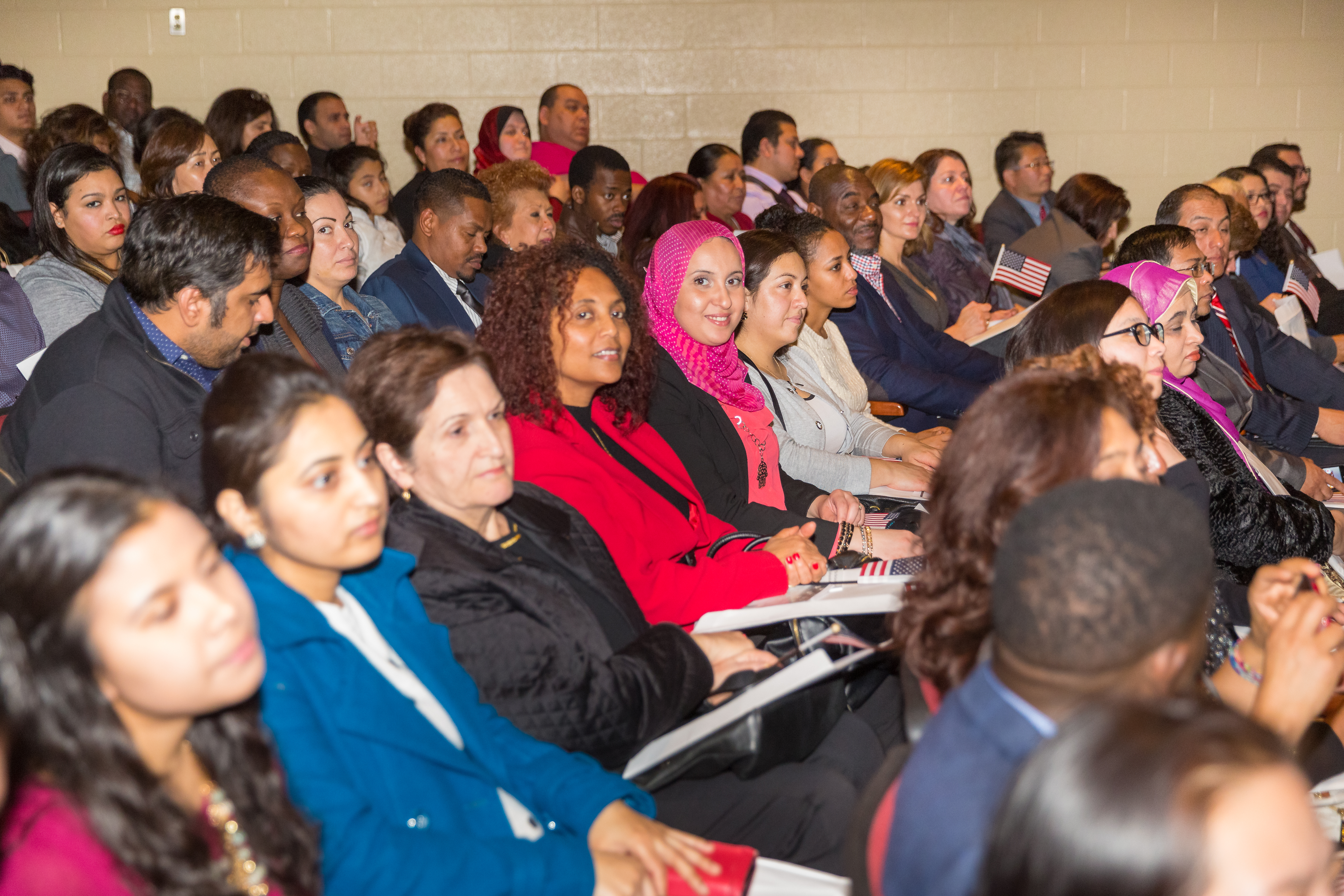
Lễ nhập tịch tại Trường trung học Oakton tại quận Fairfax, Virginia, tháng 12 năm 2015.

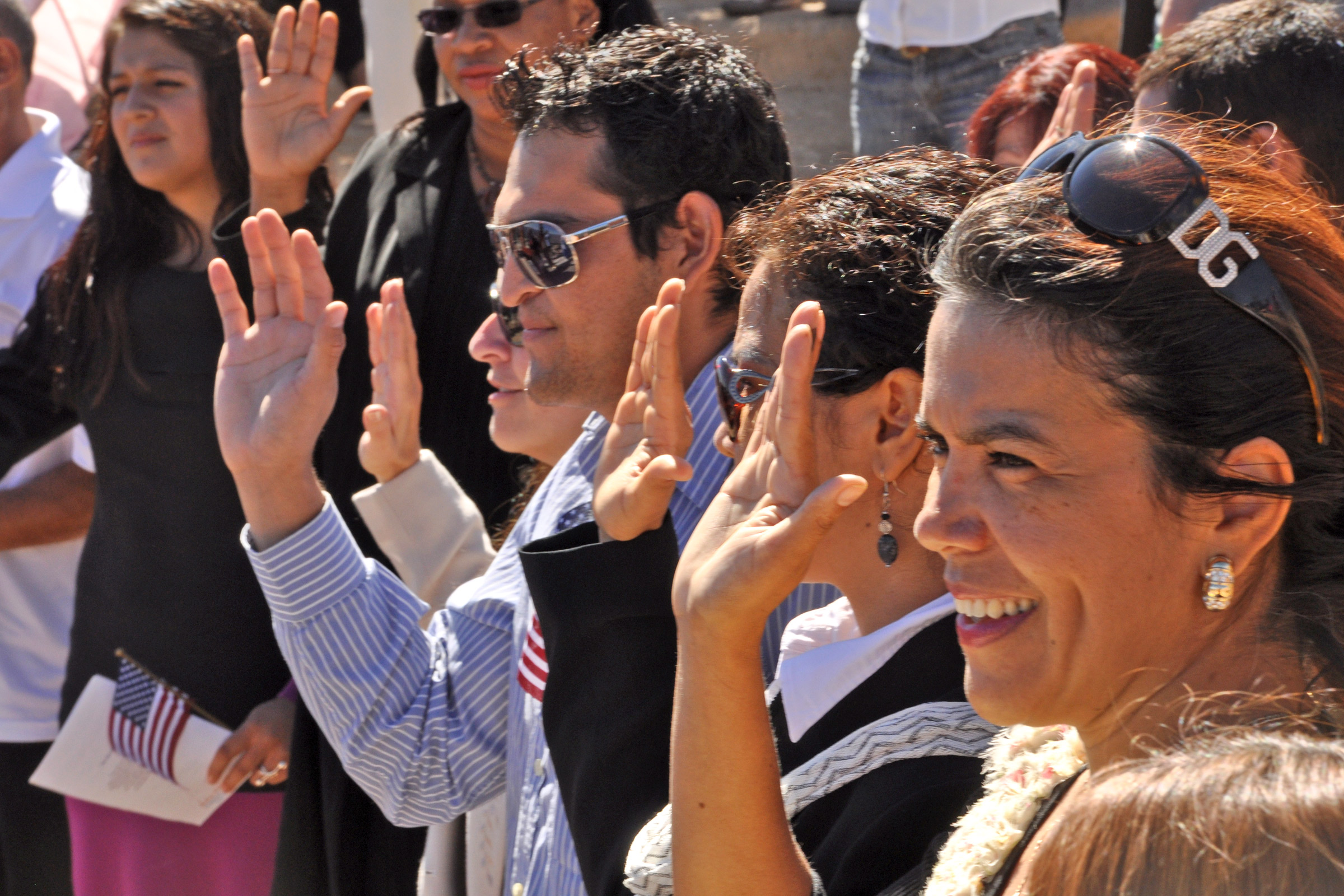
Những người nhập cư vào Hoa Kỳ thực hiện Lời thề của Allegiance tại một buổi lễ nhập tịch tại Công viên quốc gia Grand Canyon tại Arizona, tháng 9 năm 2010.

Nhập cư vào Hoa Kỳ là sự di chuyển quốc tế của những người không có quốc tịch Mỹ đến Hoa Kỳ và thường trú tại quốc gia này. Nhập cư là một nguồn chính của tăng trưởng dân số và thay đổi văn hóa trong suốt phần lớn lịch sử Hoa Kỳ. Bởi vì Hoa Kỳ là một xã hội thực dân định cư, tất cả người Mỹ, ngoại trừ phần trăm nhỏ của Người Mỹ bản địa, có thể biết tổ tiên hoặc thế hệ đi trước của họ là những người nhập cư từ các quốc gia khác trên thế giới.
Về số lượng tuyệt đối, Hoa Kỳ có dân số nhập cư lớn hơn bất kỳ quốc gia nào khác trên thế giới, với 47 triệu người nhập cư vào năm 2015. Con số này chiếm 19,1% trong số 244 triệu người di cư quốc tế trên toàn thế giới và 14,4% dân số Hoa Kỳ. Một số quốc gia khác có tỷ lệ người nhập cư lớn hơn, chẳng hạn như Thụy Sĩ với 24,9% và Canada với 21,9%.
Theo Niên giám thống kê nhập cư năm 2016, Hoa Kỳ đã thừa nhận 1,18 triệu người nhập cư hợp pháp trong năm 2016. Trong số này, 48% là người thân trực tiếp của công dân Hoa Kỳ, 20% là gia đình bảo trợ, 13% là người tị nạn và/hoặc người tị nạn, 12% là sở thích dựa trên việc làm, 4.2% là một phần của chương trình Visa nhập cư đa dạng, 1,4% là nạn nhân của tội phạm (U1) hoặc thành viên gia đình của họ (U2 đến U5), và 1,0% đã được cấp Visa nhập cư đặc biệt (SIV) cho người Iraq và người Afghanistan do Chính phủ Hoa Kỳ tuyển dụng. 0,4% còn lại bao gồm một số lượng nhỏ từ một số loại khác, bao gồm 0,2% được cho phép đình chỉ trục xuất như một người thân ngay lập tức của một công dân (Z13); những người được thừa nhận theo Đạo luật Cứu trợ Nicaragua và Trung Mỹ; trẻ em sinh ra sau khi cấp visa của cha mẹ; và một số người tạm tha từ Liên Xô cũ, Campuchia, Lào và Việt Nam đã bị từ chối tình trạng tị nạn.
Các khía cạnh kinh tế, xã hội và chính trị của nhập cư đã gây ra tranh cãi về các vấn đề như duy trì đồng nhất dân tộc, người lao động cho người sử dụng lao động so với việc làm cho người không di dân, mô hình định cư, tác động lên di động xã hội, tội phạm và hành vi bỏ phiếu.
Trước năm 1965, các chính sách như công thức nguồn gốc quốc gia cơ hội nhập cư hạn chế và nhập tịch cho những người từ các khu vực bên ngoài Tây Âu. Luật loại trừ được ban hành sớm nhất là vào những năm 1880 thường cấm nhập cư hoặc hạn chế nghiêm ngặt từ châu Á, và luật hạn ngạch được ban hành vào những năm 1920 đã ngăn chặn nhập cư Đông Âu. Phong trào dân quyền đã dẫn đến thay thế trong số các hạn ngạch dân tộc với giới hạn mỗi quốc gia đối với thị thực ưu tiên dựa trên gia đình và việc làm. Kể từ đó, số lượng người nhập cư thế hệ đầu tiên sống ở Hoa Kỳ đã tăng gấp bốn lần.
Nghiên cứu cho thấy rằng nhập cư vào Hoa Kỳ có lợi cho nền kinh tế Hoa Kỳ. Với một vài trường hợp ngoại lệ, bằng chứng cho thấy rằng trung bình, nhập cư có tác động kinh tế tích cực đối với người dân bản địa, nhưng có một sự pha trộn nào đó là liệu nhập cư có tay nghề thấp có ảnh hưởng xấu đến người bản địa có tay nghề thấp hay không. Các nghiên cứu cũng cho thấy người nhập cư có tỷ lệ tội phạm thấp hơn người bản địa ở Hoa Kỳ. Nghiên cứu cho thấy Hoa Kỳ vượt trội trong việc đồng hóa người nhập cư thế hệ thứ nhất và thứ hai so với nhiều nước phương Tây khác.